# 赖瓦 (派瓦堡)
赖瓦是葡萄牙阿威罗区的一个堂区。总面积12.1平方公里，总人口2394人，人口密度197.9人/平方公里。